# Nick Saracino
Nicholas Samuel Saracino (Saint Louis, 20 febbraio 1992) è un hockeista su ghiaccio statunitense naturalizzato italiano, milita come attaccante nell'Hockey Club Val Pusteria, squadra della ICE Hockey League, e nella Nazionale italiana.

## Carriera

### Nazionale
In possesso del passaporto italiano e maturate due stagioni consecutive in una squadra di club italiana, necessarie per vestire la maglia azzurra, Saracino ricevette la prima convocazione con il Blue Team nel novembre 2024, in occasione del Tamás Sárközy Memorial Tournament disputatosi a Budapest. L'esordio avvenne il 7 novembre nel match inaugurale contro la Slovenia,  mentre il giorno seguente, siglò la sua prima rete nel successo per 4-2 contro i padroni di casa dell'Ungheria, che consegnò all'Italia la vittoria della competizione.

## Palmarès

### Club
- Supercoppa italiana: 1

Asiago: 2022

### Giovanili
- National Collegiate Athletic Association: 1

Providence Friars: 2014-2015

### Individuale
- ECHL Player of the Week (12/03-12/09), (12/17-12/23): 2

2018-2019
- ECHL Plus Performer of the Month (December): 1

2018-2019 (+16)